# Rhyacophila sherchokpa
Rhyacophila sherchokpa är en nattsländeart som beskrevs av Schmid 1970. Rhyacophila sherchokpa ingår i släktet Rhyacophila och familjen rovnattsländor. Inga underarter finns listade i Catalogue of Life.